# Margarita Michailowna Fomina
Margarita Michailowna Fomina (russisch Маргари́та Миха́йловна Фомина́; * 19. August 1988 in Dmitrow) ist eine russische Curlerin. Im Moment (Stand: 2009) spielt sie auf der Position des Alternate und ist Mitglied des Moskvitch CC.
International Erfolgreich war Fomina erstmals 2004, als sie die Goldmedaille bei den Curling-Europa-Juniorinnen-Challenge holte. Als Alternate gewann sie 2006 die Goldmedaille der Europameisterschaft neben Skip Ljudmila Priwiwkowa.
Im Februar 2010 nahm Fomina als Mitglied des russischen Teams an den Olympischen Winterspielen 2010 in Vancouver (Kanada) teil. Die Mannschaft belegte den neunten Platz.